# Anseropoda rosacea
Anseropoda rosacea är en sjöstjärneart som först beskrevs av Jean-Baptiste Lamarck 1816.  Anseropoda rosacea ingår i släktet Anseropoda och familjen Asterinidae. Inga underarter finns listade i Catalogue of Life.